# НХЛ у сезоні 1979—1980
НХЛ у сезоні 1979/1980 — 63-й регулярний чемпіонат НХЛ. Сезон стартував 9 жовтня 1979. Закінчився фінальним матчем Кубка Стенлі 24 травня 1980 між Нью-Йорк Айлендерс та Філадельфія Флайєрс перемогою «Айлендерс» 5:4 в матчі та 4:2 в серії. Це перша перемога в Кубку Стенлі «Айлендерс».

## Драфт НХЛ
17-ий драфт НХЛ. У 6-х раундах було обрано 126 хокеїстів. Першим номером драфту став Роб Ремедж, якого обрав клуб «Колорадо Рокіз».

## Огляд
Перед початком сезону ліга розширилась за рахунок клубів ВХА: «Гартфорд Вейлерс», «Квебек Нордікс», «Едмонтон Ойлерс» та «Вінніпег Джетс», таким чином кількість команд НХЛ зросла до 21 клубу. 
У серпні 1979 президент НХЛ Джон Зіглер оголосив, що захисні шоломи стають обов'язковими для всіх гравців НХЛ.
Цей сезон став останнім для Атланта Флеймс, з наступного сезону вона перебазувалась до міста Калгарі та отримала назву Калгарі Флеймс. 
У складі Едмонтон Ойлерс дебютував Вейн Грецкі майбутня суперзірка НХЛ, серед найкращих бомбардирів він поділив перше місце з досвідченим Марселем Діонном із Лос-Анджелес Кінгс набравши по 137 очок, правда Вейн провів на одну гру менше Марселя.
Філадельфія Флайєрс встановив історичний рекорд переможних матчів поспіль без поразок. «Льотчики Філадельфії» виграли першу гру 5:2 у «Нью-Йорк Айлендерс» та поступившись в другому турі 2:9 «Атланті Флеймс», надалі з 14 жовтня 1979 (перемогли Торонто Мейпл-Ліфс 4:3) по 6 січня 1980 (перемогли Баффало Сейбрс 4:2), ця серія тривала 35 матчів.

## Підсумкові турнірні таблиці
| Конференція Принца Уельського |    |    |    |    |     |     |     |
| Дивізіон Адамса               |    |    |    |    |     |     |     |
| Команда                       | І  | В  | П  | Н  | ШЗ  | ШП  | О   |
| Баффало Сейбрс                | 80 | 47 | 17 | 16 | 318 | 201 | 110 |
| Бостон Брюїнс                 | 80 | 46 | 21 | 13 | 310 | 234 | 105 |
| Міннесота Норт-Старс          | 80 | 36 | 28 | 16 | 311 | 253 | 88  |
| Торонто Мейпл-Ліфс            | 80 | 35 | 40 | 5  | 304 | 327 | 75  |
| Квебек Нордікс                | 80 | 25 | 44 | 11 | 248 | 313 | 61  |
| Дивізіон Норріса              |    |    |    |    |     |     |     |
| Команда                       | І  | В  | П  | Н  | ШЗ  | ШП  | О   |
| Монреаль Канадієнс            | 80 | 47 | 20 | 13 | 328 | 240 | 107 |
| Лос-Анджелес Кінгс            | 80 | 30 | 36 | 14 | 290 | 313 | 74  |
| Піттсбург Пінгвінс            | 80 | 30 | 37 | 13 | 251 | 303 | 73  |
| Гартфорд Вейлерс              | 80 | 27 | 34 | 19 | 303 | 312 | 73  |
| Детройт Ред-Вінгс             | 80 | 26 | 43 | 11 | 268 | 306 | 63  |

| Конференція Кларенса Кемпбела |    |    |    |    |     |     |     |
| Дивізіон Патрик               |    |    |    |    |     |     |     |
| Команда                       | І  | В  | П  | Н  | ШЗ  | ШП  | О   |
| Філадельфія Флайєрс           | 80 | 48 | 12 | 20 | 327 | 254 | 116 |
| Нью-Йорк Айлендерс            | 80 | 39 | 28 | 13 | 281 | 247 | 91  |
| Нью-Йорк Рейнджерс            | 80 | 38 | 32 | 10 | 308 | 284 | 86  |
| Атланта Флеймс                | 80 | 35 | 32 | 13 | 282 | 269 | 83  |
| Вашингтон Кепіталс            | 80 | 27 | 40 | 13 | 261 | 293 | 67  |
| Дивізіон Смайт                |    |    |    |    |     |     |     |
| Команда                       | І  | В  | П  | Н  | ШЗ  | ШП  | О   |
| Чикаго Блек Гокс              | 80 | 34 | 27 | 19 | 241 | 250 | 87  |
| Сент-Луїс Блюз                | 80 | 34 | 34 | 12 | 266 | 278 | 80  |
| Ванкувер Канакс               | 80 | 27 | 37 | 16 | 256 | 281 | 70  |
| Едмонтон Ойлерс               | 80 | 28 | 39 | 13 | 301 | 322 | 69  |
| Вінніпег Джетс                | 80 | 20 | 49 | 11 | 214 | 314 | 51  |
| Колорадо Рокіз                | 80 | 19 | 48 | 13 | 234 | 308 | 51  |

## Матч усіх зірок НХЛ
32-й матч усіх зірок НХЛ пройшов 5 лютого 1980 року в Детройті: Кемпбел — Уельс 3:6 (1:2, 1:0, 1:4).

## Найкращі бомбардири
| Гравець          | Команда            | І  | Г  | П  | О   | ШХ |
| ---------------- | ------------------ | -- | -- | -- | --- | -- |
| Марсель Діонн    | Лос-Анджелес Кінгс | 80 | 53 | 84 | 137 | 32 |
| Вейн Грецкі      | Едмонтон Ойлерс    | 79 | 51 | 86 | 137 | 21 |
| Гі Лафлер        | Монреаль Канадієнс | 74 | 50 | 75 | 125 | 12 |
| Жільбер Перро    | Баффало Сейбрс     | 80 | 40 | 66 | 106 | 57 |
| Майк Роджерс     | Гартфорд Вейлерс   | 80 | 44 | 61 | 105 | 10 |
| Браян Троттьє    | Нью-Йорк Айлендерс | 78 | 42 | 62 | 104 | 68 |
| Чарлі Сіммер     | Лос-Анджелес Кінгс | 64 | 56 | 45 | 101 | 65 |
| Блейн Стафтон    | Гартфорд Вейлерс   | 80 | 56 | 44 | 100 | 16 |
| Дерріл Сіттлер   | Торонто Мейпл-Ліфс | 73 | 40 | 57 | 97  | 62 |
| Блер Мак-Дональд | Едмонтон Ойлерс    | 80 | 46 | 48 | 94  | 6  |
| Берні Федерко    | Сент-Луїс Блюз     | 79 | 38 | 56 | 94  | 24 |

## Плей-оф
|  | 1/8 фіналу | 1/8 фіналу                            | 1/8 фіналу    |   |               | Чвертьфінали | Чвертьфінали  | Чвертьфінали |                    |                    | Півфінали           | Півфінали           | Півфінали           |  |  | Фінал Кубка Стенлі | Фінал Кубка Стенлі | Фінал Кубка Стенлі |
|  |            |                                       |               |   |               |              |               |              |                    |                    |                     |                     |                     |  |  |                    |                    |                    |
|  | 1          | Філадельфія                           | 3             |   |               | 1            | Філадельфія   | 4            |                    |                    |                     |                     |                     |  |  |                    |                    |                    |
|  | 8          | Едмонтон                              | 0             |   |               | 8            | Н-Й Рейнджерс | 1            |                    |                    |                     |                     |                     |  |  |                    |                    |                    |
|  |            |                                       |               |   |               |              |               |              |                    |                    |                     |                     |                     |  |  |                    |                    |                    |
|  | 2          | Баффало                               | 3             |   |               |              |               |              | Східна конференція | Східна конференція | Східна конференція  | Східна конференція  | Східна конференція  |  |  |                    |                    |                    |
|  | 2          | Баффало                               | 3             |   |               |              |               |              | Східна конференція | Східна конференція | Східна конференція  | Східна конференція  | Східна конференція  |  |  |                    |                    |                    |
|  | 7          | Ванкувер                              | 1             |   |               |              |               |              |                    |                    |                     |                     |                     |  |  |                    |                    |                    |
|  | 7          | Ванкувер                              | 1             |   |               |              |               |              |                    | 1                  | Філадельфія         | 4                   |                     |  |  |                    |                    |                    |
|  |            |                                       |               |   |               |              |               |              |                    | 1                  | Філадельфія         | 4                   |                     |  |  |                    |                    |                    |
|  |            | 4                                     | Міннесота     | 1 |               |              |               |              |                    |                    |                     |                     |                     |  |  |                    |                    |                    |
|  | 3          | 4                                     | Міннесота     | 1 | Монреаль      | 3            |               |              |                    |                    |                     |                     |                     |  |  |                    |                    |                    |
|  | 3          |                                       |               |   | Монреаль      | 3            |               |              |                    |                    |                     |                     |                     |  |  |                    |                    |                    |
|  | 6          | Гартфорд                              | 0             |   |               |              |               |              |                    |                    |                     |                     |                     |  |  |                    |                    |                    |
|  | 6          | Гартфорд                              | 0             |   |               |              |               |              |                    |                    |                     |                     |                     |  |  |                    |                    |                    |
|  |            |                                       |               |   |               |              |               |              |                    |                    |                     |                     |                     |  |  |                    |                    |                    |
|  |            |                                       |               |   |               |              |               |              |                    |                    |                     |                     |                     |  |  |                    |                    |                    |
|  | 4          | Бостон                                | 3             |   | 2             | Баффало      | 4             |              |                    |                    |                     |                     |                     |  |  |                    |                    |                    |
|  | 4          | Бостон                                | 3             |   | 2             | Баффало      | 4             |              |                    |                    |                     |                     |                     |  |  |                    |                    |                    |
|  | 5          | Піттсбург                             | 2             |   |               | 7            | Чикаго        | 0            |                    |                    |                     |                     |                     |  |  |                    |                    |                    |
|  | 5          | Піттсбург                             | 2             |   |               |              |               |              |                    | 1                  | Філадельфія         | 2                   |                     |  |  |                    |                    |                    |
|  |            | (Пари пересіяні після першого раунду) |               |   |               |              |               |              |                    | 1                  | Філадельфія         | 2                   |                     |  |  |                    |                    |                    |
|  |            | 3                                     | Н-Й Айлендерс | 4 |               |              |               |              |                    |                    |                     |                     |                     |  |  |                    |                    |                    |
|  | 1          | 3                                     | Н-Й Айлендерс | 4 | Н-Й Айлендерс | 3            |               |              | 3                  | Монреаль           | 3                   |                     |                     |  |  |                    |                    |                    |
|  | 1          |                                       |               |   | Н-Й Айлендерс | 3            |               |              | 3                  | Монреаль           | 3                   |                     |                     |  |  |                    |                    |                    |
|  | 8          | Лос-Анджелес                          | 1             |   |               | 6            | Міннесота     | 4            |                    |                    |                     |                     |                     |  |  |                    |                    |                    |
|  | 8          | Лос-Анджелес                          | 1             |   |               | 6            | Міннесота     | 4            |                    |                    |                     |                     |                     |  |  |                    |                    |                    |
|  |            |                                       |               |   |               |              |               |              |                    |                    |                     |                     |                     |  |  |                    |                    |                    |
|  | 2          | Міннесота                             | 3             |   |               |              |               |              |                    |                    |                     |                     |                     |  |  |                    |                    |                    |
|  | 2          | Міннесота                             | 3             |   |               |              |               |              |                    |                    |                     |                     |                     |  |  |                    |                    |                    |
|  | 7          | Торонто                               | 0             |   |               |              |               |              |                    |                    |                     |                     |                     |  |  |                    |                    |                    |
|  | 7          | Торонто                               | 0             |   |               |              |               |              | 2                  | Баффало            | 2                   |                     |                     |  |  |                    |                    |                    |
|  |            |                                       |               |   |               |              |               |              | 2                  | Баффало            | 2                   |                     |                     |  |  |                    |                    |                    |
|  |            | 3                                     | Н-Й Айлендерс | 4 |               |              |               |              |                    |                    |                     |                     |                     |  |  |                    |                    |                    |
|  | 3          | 3                                     | Н-Й Айлендерс | 4 | Чикаго        | 3            |               |              |                    |                    |                     |                     |                     |  |  |                    |                    |                    |
|  | 3          |                                       |               |   | Чикаго        | 3            |               |              |                    |                    |                     |                     |                     |  |  |                    |                    |                    |
|  | 6          | Сент-Луїс                             | 0             |   |               |              |               |              |                    |                    | Західна конференція | Західна конференція | Західна конференція |  |  |                    |                    |                    |
|  | 6          | Сент-Луїс                             | 0             |   |               |              |               |              |                    |                    | Західна конференція | Західна конференція | Західна конференція |  |  |                    |                    |                    |
|  |            |                                       |               |   |               |              |               |              |                    |                    |                     |                     |                     |  |  |                    |                    |                    |
|  | 4          | Н-Й Рейнджерс                         | 3             |   | 4             | Бостон       | 1             |              |                    |                    |                     |                     |                     |  |  |                    |                    |                    |
|  | 4          | Н-Й Рейнджерс                         | 3             |   | 4             | Бостон       | 1             |              |                    |                    |                     |                     |                     |  |  |                    |                    |                    |
|  | 5          | Атланта                               | 1             |   |               | 5            | Н-Й Айлендерс | 4            |                    |                    |                     |                     |                     |  |  |                    |                    |                    |

### 1/8 фіналу
| Філадельфія Флайєрс та Едмонтон Ойлерс | Філадельфія Флайєрс та Едмонтон Ойлерс | Філадельфія Флайєрс та Едмонтон Ойлерс | Філадельфія Флайєрс та Едмонтон Ойлерс | Філадельфія Флайєрс та Едмонтон Ойлерс | Філадельфія Флайєрс та Едмонтон Ойлерс | Філадельфія Флайєрс та Едмонтон Ойлерс |
| Дата                                   | Господарі                              | Господарі                              | Гості                                  | Гості                                  | Примітки                               |                                        |
| -------------------------------------- | -------------------------------------- | -------------------------------------- | -------------------------------------- | -------------------------------------- | -------------------------------------- | -------------------------------------- |
| 8 квітня                               | Едмонтон                               | 3                                      | 4                                      | Філадельфія                            |                                        |                                        |
| 9 квітня                               | Едмонтон                               | 1                                      | 5                                      | Філадельфія                            |                                        |                                        |
| 11 квітня                              | Філадельфія                            | 3                                      | 2                                      | Едмонтон                               | 2OT                                    |                                        |
| Філадельфія виграла серію 3:0.         |                                        |                                        |                                        |                                        |                                        |                                        |

| Баффало Сейбрс та Ванкувер Канакс | Баффало Сейбрс та Ванкувер Канакс | Баффало Сейбрс та Ванкувер Канакс | Баффало Сейбрс та Ванкувер Канакс | Баффало Сейбрс та Ванкувер Канакс | Баффало Сейбрс та Ванкувер Канакс | Баффало Сейбрс та Ванкувер Канакс |
| Дата                              | Господарі                         | Господарі                         | Гості                             | Гості                             | Примітки                          |                                   |
| --------------------------------- | --------------------------------- | --------------------------------- | --------------------------------- | --------------------------------- | --------------------------------- | --------------------------------- |
| 8 квітня                          | Ванкувер                          | 1                                 | 2                                 | Баффало                           |                                   |                                   |
| 9 квітня                          | Ванкувер                          | 0                                 | 6                                 | Баффало                           |                                   |                                   |
| 11 квітня                         | Баффало                           | 4                                 | 5                                 | Ванкувер                          |                                   |                                   |
| 12 квітня                         | Баффало                           | 3                                 | 1                                 | Ванкувер                          |                                   |                                   |
| Баффало виграв серію 3:1.         |                                   |                                   |                                   |                                   |                                   |                                   |

| Монреаль Канадієнс та Гартфорд Вейлерс | Монреаль Канадієнс та Гартфорд Вейлерс | Монреаль Канадієнс та Гартфорд Вейлерс | Монреаль Канадієнс та Гартфорд Вейлерс | Монреаль Канадієнс та Гартфорд Вейлерс | Монреаль Канадієнс та Гартфорд Вейлерс | Монреаль Канадієнс та Гартфорд Вейлерс |
| Дата                                   | Господарі                              | Господарі                              | Гості                                  | Гості                                  | Примітки                               |                                        |
| -------------------------------------- | -------------------------------------- | -------------------------------------- | -------------------------------------- | -------------------------------------- | -------------------------------------- | -------------------------------------- |
| 8 квітня                               | Гартфорд                               | 3                                      | 4                                      | Монреаль                               |                                        |                                        |
| 9 квітня                               | Гартфорд                               | 1                                      | 5                                      | Монреаль                               |                                        |                                        |
| 11 квітня                              | Монреаль                               | 3                                      | 2                                      | Гартфорд                               | OT                                     |                                        |
| Монреаль виграв серію 3:0.             |                                        |                                        |                                        |                                        |                                        |                                        |

| Бостон Брюїнс та Піттсбург Пінгвінс | Бостон Брюїнс та Піттсбург Пінгвінс | Бостон Брюїнс та Піттсбург Пінгвінс | Бостон Брюїнс та Піттсбург Пінгвінс | Бостон Брюїнс та Піттсбург Пінгвінс | Бостон Брюїнс та Піттсбург Пінгвінс | Бостон Брюїнс та Піттсбург Пінгвінс |
| Дата                                | Господарі                           | Господарі                           | Гості                               | Гості                               | Примітки                            |                                     |
| ----------------------------------- | ----------------------------------- | ----------------------------------- | ----------------------------------- | ----------------------------------- | ----------------------------------- | ----------------------------------- |
| 8 квітня                            | Піттсбург                           | 4                                   | 2                                   | Бостон                              |                                     |                                     |
| 10 квітня                           | Піттсбург                           | 1                                   | 4                                   | Бостон                              |                                     |                                     |
| 12 квітня                           | Бостон                              | 1                                   | 4                                   | Піттсбург                           |                                     |                                     |
| 13 квітня                           | Бостон                              | 8                                   | 3                                   | Піттсбург                           |                                     |                                     |
| 14 квітня                           | Піттсбург                           | 2                                   | 6                                   | Бостон                              |                                     |                                     |
| Бостон виграв серію 3:2.            |                                     |                                     |                                     |                                     |                                     |                                     |

| Нью-Йорк Айлендерс та Лос-Анджелес Кінгс | Нью-Йорк Айлендерс та Лос-Анджелес Кінгс | Нью-Йорк Айлендерс та Лос-Анджелес Кінгс | Нью-Йорк Айлендерс та Лос-Анджелес Кінгс | Нью-Йорк Айлендерс та Лос-Анджелес Кінгс | Нью-Йорк Айлендерс та Лос-Анджелес Кінгс | Нью-Йорк Айлендерс та Лос-Анджелес Кінгс |
| Дата                                     | Господарі                                | Господарі                                | Гості                                    | Гості                                    | Примітки                                 |                                          |
| ---------------------------------------- | ---------------------------------------- | ---------------------------------------- | ---------------------------------------- | ---------------------------------------- | ---------------------------------------- | ---------------------------------------- |
| 8 квітня                                 | Лос-Анджелес                             | 1                                        | 8                                        | Н-Й Айлендерс                            |                                          |                                          |
| 9 квітня                                 | Лос-Анджелес                             | 6                                        | 3                                        | Н-Й Айлендерс                            |                                          |                                          |
| 11 квітня                                | Н-Й Айлендерс                            | 4                                        | 3                                        | Лос-Анджелес                             | OT                                       |                                          |
| 12 квітня                                | Н-Й Айлендерс                            | 6                                        | 0                                        | Лос-Анджелес                             |                                          |                                          |
| Н-Й Айлендерс виграв серію 3:1.          |                                          |                                          |                                          |                                          |                                          |                                          |

| Міннесота Норт-Старс та Торонто Мейпл-Ліфс | Міннесота Норт-Старс та Торонто Мейпл-Ліфс | Міннесота Норт-Старс та Торонто Мейпл-Ліфс | Міннесота Норт-Старс та Торонто Мейпл-Ліфс | Міннесота Норт-Старс та Торонто Мейпл-Ліфс | Міннесота Норт-Старс та Торонто Мейпл-Ліфс | Міннесота Норт-Старс та Торонто Мейпл-Ліфс |
| Дата                                       | Господарі                                  | Господарі                                  | Гості                                      | Гості                                      | Примітки                                   |                                            |
| ------------------------------------------ | ------------------------------------------ | ------------------------------------------ | ------------------------------------------ | ------------------------------------------ | ------------------------------------------ | ------------------------------------------ |
| 8 квітня                                   | Торонто                                    | 3                                          | 6                                          | Міннесота                                  |                                            |                                            |
| 9 квітня                                   | Торонто                                    | 2                                          | 7                                          | Міннесота                                  |                                            |                                            |
| 11 квітня                                  | Міннесота                                  | 4                                          | 3                                          | Торонто                                    | OT                                         |                                            |
| Міннесота виграла серію 3:0.               |                                            |                                            |                                            |                                            |                                            |                                            |

| Чикаго Блек Гокс та Сент-Луїс Блюз | Чикаго Блек Гокс та Сент-Луїс Блюз | Чикаго Блек Гокс та Сент-Луїс Блюз | Чикаго Блек Гокс та Сент-Луїс Блюз | Чикаго Блек Гокс та Сент-Луїс Блюз | Чикаго Блек Гокс та Сент-Луїс Блюз | Чикаго Блек Гокс та Сент-Луїс Блюз |
| Дата                               | Господарі                          | Господарі                          | Гості                              | Гості                              | Примітки                           |                                    |
| ---------------------------------- | ---------------------------------- | ---------------------------------- | ---------------------------------- | ---------------------------------- | ---------------------------------- | ---------------------------------- |
| 8 квітня                           | Сент-Луїс                          | 2                                  | 3                                  | Чикаго                             | OT                                 |                                    |
| 9 квітня                           | Сент-Луїс                          | 1                                  | 5                                  | Чикаго                             |                                    |                                    |
| 11 квітня                          | Чикаго                             | 4                                  | 1                                  | Сент-Луїс                          |                                    |                                    |
| Чикаго виграв серію 3:0.           |                                    |                                    |                                    |                                    |                                    |                                    |

| Нью-Йорк Рейнджерс та Атланта Флеймс | Нью-Йорк Рейнджерс та Атланта Флеймс | Нью-Йорк Рейнджерс та Атланта Флеймс | Нью-Йорк Рейнджерс та Атланта Флеймс | Нью-Йорк Рейнджерс та Атланта Флеймс | Нью-Йорк Рейнджерс та Атланта Флеймс | Нью-Йорк Рейнджерс та Атланта Флеймс |
| Дата                                 | Господарі                            | Господарі                            | Гості                                | Гості                                | Примітки                             |                                      |
| ------------------------------------ | ------------------------------------ | ------------------------------------ | ------------------------------------ | ------------------------------------ | ------------------------------------ | ------------------------------------ |
| 8 квітня                             | Атланта                              | 1                                    | 4                                    | Н-Й Рейнджерс                        |                                      |                                      |
| 10 квітня                            | Атланта                              | 1                                    | 4                                    | Н-Й Рейнджерс                        |                                      |                                      |
| 12 квітня                            | Н-Й Рейнджерс                        | 1                                    | 4                                    | Атланта                              |                                      |                                      |
| 13 квітня                            | Н-Й Рейнджерс                        | 8                                    | 3                                    | Атланта                              |                                      |                                      |
| Н-Й Рейнджерс виграв серію 3:1.      |                                      |                                      |                                      |                                      |                                      |                                      |

### Чвертьфінали
| Філадельфія Флайєрс та Нью-Йорк Рейнджерс | Філадельфія Флайєрс та Нью-Йорк Рейнджерс | Філадельфія Флайєрс та Нью-Йорк Рейнджерс | Філадельфія Флайєрс та Нью-Йорк Рейнджерс | Філадельфія Флайєрс та Нью-Йорк Рейнджерс | Філадельфія Флайєрс та Нью-Йорк Рейнджерс | Філадельфія Флайєрс та Нью-Йорк Рейнджерс |
| Дата                                      | Господарі                                 | Господарі                                 | Гості                                     | Гості                                     | Примітки                                  |                                           |
| ----------------------------------------- | ----------------------------------------- | ----------------------------------------- | ----------------------------------------- | ----------------------------------------- | ----------------------------------------- | ----------------------------------------- |
| 16 квітня                                 | Н-Й Рейнджерс                             | 1                                         | 2                                         | Філадельфія                               |                                           |                                           |
| 17 квітня                                 | Н-Й Рейнджерс                             | 1                                         | 4                                         | Філадельфія                               |                                           |                                           |
| 19 квітня                                 | Філадельфія                               | 3                                         | 0                                         | Н-Й Рейнджерс                             |                                           |                                           |
| 20 квітня                                 | Філадельфія                               | 2                                         | 4                                         | Н-Й Рейнджерс                             |                                           |                                           |
| 22 квітня                                 | Н-Й Рейнджерс                             | 1                                         | 3                                         | Філадельфія                               |                                           |                                           |
| Філадельфія виграла серію 4:1.            |                                           |                                           |                                           |                                           |                                           |                                           |

| Баффало Сейбрс та Чикаго Блек Гокс | Баффало Сейбрс та Чикаго Блек Гокс | Баффало Сейбрс та Чикаго Блек Гокс | Баффало Сейбрс та Чикаго Блек Гокс | Баффало Сейбрс та Чикаго Блек Гокс | Баффало Сейбрс та Чикаго Блек Гокс | Баффало Сейбрс та Чикаго Блек Гокс |
| Дата                               | Господарі                          | Господарі                          | Гості                              | Гості                              | Примітки                           |                                    |
| ---------------------------------- | ---------------------------------- | ---------------------------------- | ---------------------------------- | ---------------------------------- | ---------------------------------- | ---------------------------------- |
| 16 квітня                          | Чикаго                             | 2                                  | 5                                  | Баффало                            |                                    |                                    |
| 17 квітня                          | Чикаго                             | 1                                  | 5                                  | Баффало                            |                                    |                                    |
| 19 квітня                          | Баффало                            | 3                                  | 1                                  | Чикаго                             |                                    |                                    |
| 20 квітня                          | Баффало                            | 4                                  | 1                                  | Чикаго                             |                                    |                                    |
| Баффало виграв серію 4:0.          |                                    |                                    |                                    |                                    |                                    |                                    |

| Монреаль Канадієнс та Міннесота Норз-Старс | Монреаль Канадієнс та Міннесота Норз-Старс | Монреаль Канадієнс та Міннесота Норз-Старс | Монреаль Канадієнс та Міннесота Норз-Старс | Монреаль Канадієнс та Міннесота Норз-Старс | Монреаль Канадієнс та Міннесота Норз-Старс | Монреаль Канадієнс та Міннесота Норз-Старс |
| Дата                                       | Господарі                                  | Господарі                                  | Гості                                      | Гості                                      | Примітки                                   |                                            |
| ------------------------------------------ | ------------------------------------------ | ------------------------------------------ | ------------------------------------------ | ------------------------------------------ | ------------------------------------------ | ------------------------------------------ |
| 16 квітня                                  | Міннесота                                  | 3                                          | 0                                          | Монреаль                                   |                                            |                                            |
| 17 квітня                                  | Міннесота                                  | 4                                          | 1                                          | Монреаль                                   |                                            |                                            |
| 19 квітня                                  | Монреаль                                   | 5                                          | 0                                          | Міннесота                                  |                                            |                                            |
| 20 квітня                                  | Монреаль                                   | 5                                          | 1                                          | Міннесота                                  |                                            |                                            |
| 22 квітня                                  | Міннесота                                  | 2                                          | 6                                          | Монреаль                                   |                                            |                                            |
| 23 квітня                                  | Монреаль                                   | 2                                          | 5                                          | Міннесота                                  |                                            |                                            |
| 27 квітня                                  | Міннесота                                  | 3                                          | 2                                          | Монреаль                                   |                                            |                                            |
| Міннесота виграла серію 4:3.               |                                            |                                            |                                            |                                            |                                            |                                            |

| Бостон Брюїнс та Нью-Йорк Айлендерс | Бостон Брюїнс та Нью-Йорк Айлендерс | Бостон Брюїнс та Нью-Йорк Айлендерс | Бостон Брюїнс та Нью-Йорк Айлендерс | Бостон Брюїнс та Нью-Йорк Айлендерс | Бостон Брюїнс та Нью-Йорк Айлендерс | Бостон Брюїнс та Нью-Йорк Айлендерс |
| Дата                                | Господарі                           | Господарі                           | Гості                               | Гості                               | Примітки                            |                                     |
| ----------------------------------- | ----------------------------------- | ----------------------------------- | ----------------------------------- | ----------------------------------- | ----------------------------------- | ----------------------------------- |
| 16 квітня                           | Н-Й Айлендерс                       | 2                                   | 1                                   | Бостон                              | OT                                  |                                     |
| 17 квітня                           | Н-Й Айлендерс                       | 5                                   | 4                                   | Бостон                              | OT                                  |                                     |
| 19 квітня                           | Бостон                              | 3                                   | 5                                   | Н-Й Айлендерс                       |                                     |                                     |
| 21 квітня                           | Бостон                              | 4                                   | 3                                   | Н-Й Айлендерс                       | OT                                  |                                     |
| 22 квітня                           | Н-Й Айлендерс                       | 5                                   | 4                                   | Бостон                              |                                     |                                     |
| Н-Й Айлендерс виграв серію 4:1.     |                                     |                                     |                                     |                                     |                                     |                                     |

### Півфінали
| Філадельфія Флайєрс та Міннесота Норз-Старс | Філадельфія Флайєрс та Міннесота Норз-Старс | Філадельфія Флайєрс та Міннесота Норз-Старс | Філадельфія Флайєрс та Міннесота Норз-Старс | Філадельфія Флайєрс та Міннесота Норз-Старс | Філадельфія Флайєрс та Міннесота Норз-Старс | Філадельфія Флайєрс та Міннесота Норз-Старс |
| Дата                                        | Господарі                                   | Господарі                                   | Гості                                       | Гості                                       | Примітки                                    |                                             |
| ------------------------------------------- | ------------------------------------------- | ------------------------------------------- | ------------------------------------------- | ------------------------------------------- | ------------------------------------------- | ------------------------------------------- |
| 29 квітня                                   | Міннесота                                   | 6                                           | 5                                           | Філадельфія                                 |                                             |                                             |
| 1 травня                                    | Міннесота                                   | 0                                           | 7                                           | Філадельфія                                 |                                             |                                             |
| 4 травня                                    | Філадельфія                                 | 5                                           | 3                                           | Міннесота                                   |                                             |                                             |
| 6 травня                                    | Філадельфія                                 | 3                                           | 2                                           | Міннесота                                   |                                             |                                             |
| 8 травня                                    | Міннесота                                   | 3                                           | 7                                           | Філадельфія                                 |                                             |                                             |
| Філадельфія виграла серію 4:1.              |                                             |                                             |                                             |                                             |                                             |                                             |

| Баффало Сейбрс та Нью-Йорк Айлендерс | Баффало Сейбрс та Нью-Йорк Айлендерс | Баффало Сейбрс та Нью-Йорк Айлендерс | Баффало Сейбрс та Нью-Йорк Айлендерс | Баффало Сейбрс та Нью-Йорк Айлендерс | Баффало Сейбрс та Нью-Йорк Айлендерс | Баффало Сейбрс та Нью-Йорк Айлендерс |
| Дата                                 | Господарі                            | Господарі                            | Гості                                | Гості                                | Примітки                             |                                      |
| ------------------------------------ | ------------------------------------ | ------------------------------------ | ------------------------------------ | ------------------------------------ | ------------------------------------ | ------------------------------------ |
| 29 квітня                            | Н-Й Айлендерс                        | 4                                    | 1                                    | Баффало                              |                                      |                                      |
| 1 травня                             | Н-Й Айлендерс                        | 2                                    | 1                                    | Баффало                              |                                      |                                      |
| 3 травня                             | Баффало                              | 4                                    | 7                                    | Н-Й Айлендерс                        |                                      |                                      |
| 6 травня                             | Баффало                              | 7                                    | 4                                    | Н-Й Айлендерс                        |                                      |                                      |
| 8 травня                             | Н-Й Айлендерс                        | 0                                    | 2                                    | Баффало                              |                                      |                                      |
| 10 травня                            | Баффало                              | 2                                    | 5                                    | Н-Й Айлендерс                        |                                      |                                      |
| Н-Й Айлендерс виграв серію 4:2.      |                                      |                                      |                                      |                                      |                                      |                                      |

### Фінал Кубка Стенлі
| Філадельфія Флайєрс та Нью-Йорк Айлендерс | Філадельфія Флайєрс та Нью-Йорк Айлендерс | Філадельфія Флайєрс та Нью-Йорк Айлендерс | Філадельфія Флайєрс та Нью-Йорк Айлендерс | Філадельфія Флайєрс та Нью-Йорк Айлендерс | Філадельфія Флайєрс та Нью-Йорк Айлендерс | Філадельфія Флайєрс та Нью-Йорк Айлендерс |
| Дата                                      | Господарі                                 | Господарі                                 | Гості                                     | Гості                                     | Примітки                                  |                                           |
| ----------------------------------------- | ----------------------------------------- | ----------------------------------------- | ----------------------------------------- | ----------------------------------------- | ----------------------------------------- | ----------------------------------------- |
| 13 травня                                 | Н-Й Айлендерс                             | 4                                         | 3                                         | Філадельфія                               | OT                                        |                                           |
| 15 травня                                 | Н-Й Айлендерс                             | 3                                         | 8                                         | Філадельфія                               |                                           |                                           |
| 17 травня                                 | Філадельфія                               | 2                                         | 6                                         | Н-Й Айлендерс                             |                                           |                                           |
| 19 травня                                 | Філадельфія                               | 2                                         | 5                                         | Н-Й Айлендерс                             |                                           |                                           |
| 22 травня                                 | Н-Й Айлендерс                             | 3                                         | 6                                         | Філадельфія                               |                                           |                                           |
| 24 травня                                 | Філадельфія                               | 4                                         | 5                                         | Н-Й Айлендерс                             | OT                                        |                                           |
| Н-Й Айлендерс виграв серію 4:2.           |                                           |                                           |                                           |                                           |                                           |                                           |

### Найкращий бомбардир плей-оф
| Гравець       | Клуб          | І  | Г  | П  | О  |
| ------------- | ------------- | -- | -- | -- | -- |
| Браян Троттьє | Н-Й Айлендерс | 21 | 12 | 17 | 29 |

## Призи та нагороди сезону
| Нагороди                 | Гравець                              | Команда                              |
| ------------------------ | ------------------------------------ | ------------------------------------ |
| Пам'ятний трофей Колдера | Рей Бурк                             | Бостон Брюїнс                        |
| Нагорода Теда Ліндсея    | Марсель Діонн                        | Лос-Анджелес Кінгс                   |
| Трофей Арта Росса        | Марсель Діонн                        | Лос-Анджелес Кінгс                   |
| Пам'ятний трофей Гарта   | Вейн Грецкі                          | Едмонтон Ойлерс                      |
| Трофей Конна Смайта      | Браян Троттьє                        | Нью-Йорк Айлендерс                   |
| Приз Білла Мастерсона    | Ел Макадам                           | Міннесота Норз-Старс                 |
| Приз Франка Селке        | Боб Гейні                            | Монреаль Канадієнс                   |
| Нагорода Джека Адамса    | Пет Квінн                            | Філадельфія Флайєрс                  |
| Приз Джеймса Норріса     | Ларрі Робінсон                       | Монреаль Канадієнс                   |
| Приз Леді Бінг           | Вейн Грецкі                          | Едмонтон Ойлерс                      |
| Трофей Лестера Патріка   | Боббі Кларк, Ед Снайдер та Фред Шеро | Боббі Кларк, Ед Снайдер та Фред Шеро |
| Трофей Везини            | Дон Едвардс Боб Сове                 | Баффало Сейбрс                       |
| Нагорода Плюс-Мінус      | Джим Шенфельд Джим Ватсон            | Баффало Сейбрс Філадельфія Флайєрс   |

| Нагорода                  | Клуб                |
| ------------------------- | ------------------- |
| Приз Кларенса С. Кемпбела | Філадельфія Флайєрс |
| Приз принца Уельського    | Баффало Сейбрс      |
| Кубок Стенлі              | Нью-Йорк Айлендерс  |

## Команда всіх зірок
| Перша команда                      | Позиція              | Друга команда                      |
| ---------------------------------- | -------------------- | ---------------------------------- |
| Тоні Еспозіто, Чикаго Блек Гокс    | Воротар              | Дон Едвардс, Баффало Сейбрс        |
| Ларрі Робінсон, Монреаль Канадієнс | Захисник             | Бер'є Сальмінг, Торонто Мейпл-Ліфс |
| Рей Бурк, Бостон Брюїнс            | Захисник             | Джим Шенфельд, Баффало Сейбрс      |
| Марсель Діонн, Лос-Анджелес Кінгс  | Центральний нападник | Вейн Грецкі, Едмонтон Ойлерс       |
| Гі Лафлер, Монреаль Канадієнс      | Правий нападник      | Денні Гейр, Баффало Сейбрс         |
| Чарлі Сіммер, Лос-Анджелес Кінгс   | Лівий нападник       | Стів Шатт, Монреаль Канадієнс      |